# Princesse Tutu
Pour les articles homonymes, voir Tutu (homonymie).
Princess Tutu (プリンセスチュチュ, Purinsesu Chuchu) est une magical girl et un anime tragique créé par Ikuko Itoh et Mizuo Shinonome en 2002 pour les studios d'animation Hal Film Maker. 
L'héroïne de Ikuko Itoh a aussi donné naissance à un manga en deux volumes illustrés par Mizuo Shinonome. 
En France la licence pour l'anime est détenue par Declic Images et le manga ne bénéficie pas d'une traduction.

## Histoire
Ahiru, comme son nom l'indique (canard en japonais) est une cane qui tombe amoureuse de Mytho, un prince au regard perdu, semblant privé de toute émotion. Désireuse de lui rendre son sourire, elle est choisie par Drosselmayer, le créateur de l'histoire, pour interpréter le rôle de la Princesse Tutu, chargée de rassembler les fragments du cœur du prince, autrefois brisé pour sauver la ville d'un grand danger. 
À l'aide d'un pendentif, elle peut prendre forme humaine tant qu'elle le porte et est inscrite dans la même école de danse que le prince. Pas très douée, vulgaire et manquant d'élégance, elle devient tout l'opposé lorsqu'elle se transforme en Princesse Tutu quand un morceau du cœur ou un danger se manifeste. Malheureusement pour elle, son rôle n'est que quelques lignes dans le conte, et elle est condamnée à ne pas finir avec le prince dès le début, sachant que si elle déclarait son amour elle disparaîtrait dans une poussière de lumière.

## Analyse de l'œuvre
L'histoire de la Princesse Tutu inclut des éléments de contes de fées mais aussi de célèbres ballets de la danse classique (les amies de l'héroïne et elle-même sont d'ailleurs étudiantes en danse classique).
Parmi les ballets représentés et qui sont célèbres, on notera (entre autres) le Lac des cygnes de
Tchaikovski qui sert de base à l'intrigue. On notera également que Drosselmayer est l'oncle qui offre le casse-noisette à Clara dans le ballet Casse-Noisette du même compositeur.